# Éléonore Zuber
 (septembre 2020).
Si vous disposez d'ouvrages ou d'articles de référence ou si vous connaissez des sites web de qualité traitant du thème abordé ici, merci de compléter l'article en donnant les références utiles à sa vérifiabilité et en les liant à la section « Notes et références ».
Pour les articles homonymes, voir Zuber.
Éléonore Zuber (née le 12 février 1978) est une auteure et illustratrice française.

## Biographie
Après ses études  aux Arts décoratifs de Strasbourg en 2004, Eleonore se fait remarquer en auto-éditant les premiers volumes de sa série Lorsque.... Une série qu'elle republiera puis continuera aux éditions Cambourakis. Artiste, auteure et musicienne.

## Ouvrages

### Auteure et illustratrice
- Lorsque..., éd. Cambourakis :
  - Lorsque je suis amoureuse, novembre 2007 (auto-édition 2006).
  - Lorsque je fais un régime, mars 2008 (auto-édition 2006).
  - Lorsque je suis déprimée..., mars 2008 (auto-édition 2006).
  - Lorsque je picole un peu trop, avril 2009 (auto-édition 2006).
  - Lorsque je fais du shopping..., novembre 2007.
  - Lorsque je ne pense qu'à ça..., novembre 2007.
  - Lorsque je me sens ridicule..., avril 2009.
  - Lorsque je suis vraiment chiante..., avril 2009.
  - Lorsque je suis enceinte..., janvier 2010.
  - Lorsque je drague..., 2011
  - Lorsque..., intégrale des 10 titres de la série, 2012
- Qui marche sur quoi ?, Éd. Frimousse, 2010
- Ma famille zombie 1 éd. Cambourakis, 2014
- Maurice et Saucisse : quand Momo et Sosso font tout pareil... ou presque !, Oskar éditeur, 2016
- Magazine Georges numéro Camping, 2018
- Ma famille zombie 2, éd. Cambourakis nov 2019
- Magazine Georges numéro spécial anniversaire, février 2021
- Topo magazine n°42 bd Chut…ça n’intéresses personne, juillet-août 2023
- Topo magazine n°46 dessin bulletin d’abonnement, mars-avril 2024

### Illustratrice
- Linda à Londres, sous la direction de Seymourina Cruse, Éd. Toucan jeunesse, 2007
- Pierrot à Paris, sous la direction de Seymourina Cruse, Toucan jeunesse, 2007
- 50 bonnes résolutions, à prendre ou à laisser : pour l'année ou les dix ans à venir, textes Corinne Dreyfuss, Éd. Frimousse, 2007
- Enceinte : (Le livre bloc-notes de ma, ta, sa, notre grossesse), avec Corinne Dreyfuss, Du Toucan, 2008.
- Le pâté de crottes de nez, texte Bernard Villiot, Du Toucan, 2008.
- Tous les cadeaux que je ne veux plus jamais recevoir pour Noël, mon anniversaire ou même ma fête, texte Corinne Dreyfuss, Frimousse, 2008
- Le pire Noël du Père Noël, texte de Bernard Villiot, Toucan jeunesse, 2009.
- Guide de survie pour les vacances : de celles qui ne veulent pas passer l'été à équeuter les haricots, sous prétexte que c'est la saison, texte Corinne Dreyfuss, Frimousse, 2009
- Le Voyage, texte Béatrice Fontanel, Tourbillon, 2009.
- Le Petit Chaperon Rouge, texte de Jacob et Wilhem Grimm, adapt. par Marie Fordacq, Tourbillon, 2009
- 100 recettes pour retomber en enfance, écrit par Sabine Duhamel, Studyrama, 2011
- Moi, mon crapaud & mon prince charmant, texte Corinne Dreyfuss, Frimousse, 2011
- Maman sait tout faire, ou presque, texte Nicole Snitselaar, Frimousse, 2013
- Prout prout prout ! : l'important c'est de trouver le bon nez, texte Laetitia Le Saux, Oskar éditeur, 2016
- Si tu mets..., texte Ingrid Chabbert, Frimousse, 2017